# US Nœux-les-Mines
Union sportive Nœux-les-Mines ist ein französischer Fußballverein aus Nœux-les-Mines. Die erste Mannschaft spielt in der Saison 2022/23 in der sechsten Spielklasse.
Seine erfolgreichste Zeit feierte der 1909 gegründete Klub zwischen 1976 und 1982 mit Trainer Gérard Houllier sowie Spielern wie Cas Janssens, Joachim Marx, Richard Krawczyk und Héctor Resola, nachdem er 1976 als Meister der Nordgruppe der Division 3 in die zweite französische Spielklasse aufgestiegen war. Nach dem Abstieg errang die Mannschaft 1979 erneut die Meisterschaft und spielte 1981 als Gruppenzweiter der Nordgruppe der Division 2 um den Aufstieg in die erste Liga. Nach den Entscheidungsspielen gegen den FC Toulouse (2:0 und 0:5) blieb Nœux-les-Mines jedoch in der Division 2 und musste im folgenden Jahr sogar wieder in die Drittklassigkeit zurück.
Raymond Kopa spielte als Jugendlicher im Verein und wurde bereits mit 16 Jahren in der ersten Mannschaft eingesetzt. Auch Kopas späterer Reimser Vereinskollege Simon Zimny spielte zuvor bei US Nœux-les-Mines. Die Ligaelf wurde kurz nach dem Zweiten Weltkrieg für knapp zwei Jahre von Ex-Nationalspieler Jean Batmale trainiert.